# Зимова Універсіада 1962
Зимова Універсіада 1962 — ІІ зимова Універсіада, пройшла на високогірному курорті Вілар-сюр-Олон (фр. Villars-sur-Ollon), що знаходиться в кантоні Во в Швейцарії з 6 по 12 березня 1962 року.

## Медальний залік
| Місце  | Країна         | Золото | Срібло | Бронза | Загалом |
| ------ | -------------- | ------ | ------ | ------ | ------- |
| 1      | ФРН            | 5      | 1      | 1      | 7       |
| 2      | СРСР           | 2      | 3      | 1      | 6       |
| 3      | Франція        | 2      | 2      | 3      | 7       |
| 4      | Японія         | 2      | 1      | 3      | 6       |
| 5      | Чехословаччина | 1      | 1      | 0      | 2       |
| 6      | Австрія        | 0      | 2      | 3      | 5       |
| 7      | Норвегія       | 0      | 1      | 0      | 1       |
| 8      | Фінляндія      | 0      | 1      | 0      | 1       |
| 9      | Швеція         | 0      | 0      | 1      | 1       |
| 10     | Угорщина       | 0      | 0      | 1      | 1       |
| Всього | Всього         | 12     | 12     | 13     | 37      |

## Хокей
Переможцями турніру з хокею на Універсіаді 1962 стала збірна Чехословаччини. Вона виступала у складі: воротарі Володимир Надрхал, Важан; захисники Ліндауер, Гомолка, Мітелка, Франтішек Машлань, Михалець; нападники Іван Грандтнер, Юліус Черницький, Франтішек Шевчик, Вацлав Пантучек, Волек, Станіслав Невесели, Гржебик, Шкода, Соботкевич.